# 安西なをみ
安西 なをみ（やすにし なおみ、9月8日- ）は、日本の女性声優、ナレーター 、歌手、。
兵庫県高砂市出身。キャラ所属。

## 出演

### ゲーム
- THE 恋愛シミュレーション 〜私におまカフェ〜（主役 倍泉ほのか）
- すいすい Sweet 〜あまい恋の見つけ方〜（常盤京香）

### 吹き替え
- 結婚って、幸せですか（主役 シェ・アンジェン）

### 番組ナレーション
- 情報ライブ ミヤネ屋（読売テレビ） - 木曜日担当
- 胸いっぱいサミット!（関西テレビ）
- 土曜はナニする!? (カンテレ）
- わがままドライブ山ちゃんチョット付き合って (カンテレ）
- ゴルフ女子ヒロインバトル（BS12トゥエルビ）
- ゆうがたLIVEワンダー イマ知り！（関西テレビ）
- ロストグルメ（TBS）
- 報道ランナー（関西テレビ）
- 妄想ガールズコレクション（関西テレビ）
- あっぷ&UP!（関西テレビ）
- 山のぼり大好き（サンテレビ）
- 和洋折衷！マジック料理ショー（テレビ大阪）
- きよし＆黒田のお勉強させていただきます！（テレビ大阪）
- ロカリラウンジ 秘密のトークルーム（LOCARI配信番組）
- キレイになりたい❤︎女子！温泉部（テレビ大阪）
- 美味しい日本 旅の誘い〜極上の小京都〜（KBS京都）
- ニッポン全国物産展（KBS京都）
- 姫路のひろば（サンテレビ）
- 美女100人！（毎日放送）

### VPナレーション
- 未来環境促進協会
- カプコン
- サクラクレパス
- アシックス
- ダスキン
- アストラゼネカ
- パナソニック
- P&G
- インペリアルダイヤモンド
- あましんの広場（尼崎信用金庫）
- スリムウォーク（ピップ）
- ダイワハウス
- 関西大学

### CMナレーション
- ラジオ関西CM契約アナウンサー
- アイストローチ（日本臓器製薬）
- 星野監督と谷口さん 骨髄移植編（公共広告機構）
- UHA味覚糖
- 日本エスリード
- 西松屋
- 阪急三番街
- ガリバー
- ケイ・オプティコム
- ジュエリーメイト（フルタ製菓）
- とっとり花回廊
- 次世代ワールドホビーフェア ポケモンフェスタ
- ミスタードーナツ

### 歌
- プラレール ウェブCM「プラレールのアソビは無限大」（タカラトミー）
- ハルシックイ テレビCM「CMソング」（ハルアイデア）
- ティーウェイ航空 「お菊さんティーウェイ航空に乗るの巻」サウンドロゴ